# 242648 Fribourg
242648 Fribourg este un asteroid din centura principală de asteroizi.

## Descriere
242648 Fribourg este un asteroid din centura principală de asteroizi. A fost descoperit pe 13 iulie 2005 la Marly de Peter Kocher. Asteroidul prezintă o orbită caracterizată de o semiaxă mare de 3,04 ua, o excentricitate de 0,23 și o înclinație de 9,3° în raport cu ecliptica.